# Wartling
Wartling är en ort och civil parish i Storbritannien.   Den ligger i grevskapet East Sussex och riksdelen England, i den södra delen av landet, 80 km söder om huvudstaden London. Wartling ligger 30 meter över havet och antalet invånare är 396.
Terrängen runt Wartling är platt. Havet är nära Wartling åt sydost.Runt Wartling är det ganska tätbefolkat, med 166 invånare per kvadratkilometer. Närmaste större samhälle är Eastbourne, 11,1 km söder om Wartling. Trakten runt Wartling består till största delen av jordbruksmark.